# ایان مکای
ایان تامس گارنر مکای (انگلیسی: Ian Thomas Garner MacKaye؛ زادهٔ ۱۶ آوریل ۱۹۶۲) موسیقی‌دان، گیتارنواز، خواننده، ترانه‌سرا و تهیه‌کننده موسیقی اهل ایالات متحده آمریکا است. او از سال ۱۹۷۹ میلادی تاکنون مشغول فعالیت بوده و بیشتر به‌عنوان مؤسس دیسکورد رکوردز (شرکت مستقل عرضهٔ موسیقی) و رهبر گروه‌های موسیقی ماینر ترت (Minor Threat) و فوگازی شناخته می‌شود.